# Classe Pietro Micca
Ne doit pas être confondu avec le sous-marin mouilleur de mines Pietro Micca (sous-marin, 1935)
La classe Pietro Micca ou classe Micca est une classe de six sous-marins construits pour la Marine royale italienne (en italien : Regia Marina) et entrés en service à partir de 1918. 

## Généralités de la classe
Ces sous-marins constituaient un type distinct et furent construits à l'arsenal royal de La Spezia à partir de plans du Comité d'examen des plans des navires, avec la coopération du capitaine du génie naval Virginio Cavallini.
Ils représentaient la première expérience de la marine italienne dans le domaine des sous-marins de grand tonnage avec des aménagements logistiques adaptés pour permettre de longs séjours en mer.
Les unités étaient à double coque ; la coque extérieure était en forme de torpille, tandis que la coque intérieure avait des sections très différentes selon la disposition des accumulateurs sous un pont longitudinal qui couvrait plus de la moitié du sous-marin.
La vitesse en surface, et surtout en immersion, était, pour l'époque, décidément élevée; dans le cas d'une utilisation pour de longues croisières, même l'autonomie en surface aurait pu être fortement augmentée car la très grande réserve de poussée de ces sous-marins (plus de 32%) aurait permis une surcharge considérable de carburant placé dans certains des compartiments inondables.
La forme de la proue, tout en se révélant capable d'atteindre des vitesses élevées en immersion, ne se prêtait pas très bien à la navigabilité dans les secteurs avant et c'est pourquoi, à partir de 1923, les bateaux furent radicalement modifiés dans les superstructures avant. Même la tourelle a été modifiée avec l'adoption d'un protège-jambes fixe ; avec les modifications apportées, les unités ont changé leur apparence de façon décisive.
Cette classe de sous-marins n'a pas eu beaucoup de succès, les sous-marins étaient compliqués dans leur aménagement intérieur, peu maniables et sujets à de fréquentes pannes de moteur (surtout ceux équipés de moteurs Fiat).

## Activités de classe
Aucune des unités de la classe n'était prête à temps pour pouvoir participer efficacement aux actions du temps de guerre.
Les six sous-marins de cette classe ont toujours fait partie de l'Escadron de sous-marins de La Spezia qui, jusqu'en 1921, était sous le commandement direct des Forces navales et, plus tard, a été subdivisé en un escadron de déploiement rapide, maintenant cette dépendance, et un escadron de réserve sous le commandement du Département d'Alto Tirreno.
A son tour, une de ces unités a été mise à la disposition de l'Académie navale pour des exercices et formations d'élèves.
Ces sous-marins effectuaient principalement des voyages d'entraînement et quelques courtes croisières. Le Micca était stationné à Tarente en juin 1918, mais il est revenu à La Spezia à la fin de la Première Guerre mondiale.

## Caractéristiques
La classe Pietro Micca déplaçaient 862 tonnes en surface et 1 244 tonnes en immersion. Les sous-marins mesuraient 63,2 mètres de long, avaient une largeur de 6,2 mètres et un tirant d'eau de 4,26 mètres. Ils avaient une profondeur de plongée opérationnelle de 50 mètres. Leur équipage comptait 40 officiers et soldats.
Pour la navigation de surface, les sous-marins étaient propulsés par deux moteurs diesel FIAT ou Tosi de 2 600 chevaux-vapeur (cv) (1 910 kW), chacun entraînant un arbre d'hélice. En immersion, chaque hélice était entraînée par un moteur électrique de 650 chevaux-vapeur (478 kW). Ils pouvaient atteindre 14,5 nœuds (26,8 km/h) en surface et 11 nœuds (20,3 km/h) sous l'eau. En surface, la classe Pietro Micca avait une autonomie de 2 100 milles nautiques (3 890 km) à 10 noeuds (18,5 km/h); en immersion, elle avait une autonomie de 180 milles nautiques (333 km) à 3 noeuds (5,6 km/h).
Les sous-marins étaient armés de six tubes lance-torpilles de 45 centimètres, quatre à l'avant et deux à l'arrière, pour lesquels ils transportaient un total de 8 torpilles. Ils étaient également armés d'un canon de pont de 76/40 Model 1916 à l'avant de la tour de contrôle (kiosque) et un canon de pont 76/30 Model 1914 à l'arrière de la tour de contrôle pour le combat en surface.

## Unités
| Regia Marina - Classe Pietro Micca | Regia Marina - Classe Pietro Micca                  | Regia Marina - Classe Pietro Micca | Regia Marina - Classe Pietro Micca | Regia Marina - Classe Pietro Micca | Regia Marina - Classe Pietro Micca |
| Sous-marin                         | Chantier                                            | Début de construction              | Lancement                          | Entrée en service                  | Destination finale                 |
| ---------------------------------- | --------------------------------------------------- | ---------------------------------- | ---------------------------------- | ---------------------------------- | ---------------------------------- |
| Pietro Micca                       | Arsenale militare marittimo della Spezia, La Spezia | 20 septembre 1915                  | 3 juin 1917                        | 28 septembre 1917                  | Radié le 2 juin 1930.              |
| Luigi Galvani                      | Arsenale militare marittimo della Spezia, La Spezia | 20 septembre 1915                  | 3 juin 1917                        | 16 juin 1918                       | Radié le 1er juin 1938.            |
| Evangelista Torricelli             | Arsenale militare marittimo della Spezia, La Spezia | 2 février 1915                     | 16 juin 1918                       | 3 octobre 1918                     | Radié le 1er octobre 1930.         |
| Angelo Emo                         | Arsenale militare marittimo della Spezia, La Spezia | Février 1916                       | 23 février 1919                    | 1919                               | Radié le 1er octobre 1930.         |
| Lorenzo Marcello                   | Arsenale militare marittimo della Spezia, La Spezia | Février 1916                       | 29 septembre 1918                  | 1er octobre 1918                   | Radié le 21 janvier 1928.          |
| Lazzaro Mocenigo                   | Arsenale militare marittimo della Spezia, La Spezia | Février 1916                       | 27 juillet 1919                    | 1919                               | Radié le 10 ou 29 avril 1937.      |

## Source de la traduction
- (it) Cet article est partiellement ou en totalité issu de l’article de Wikipédia en italien intitulé « Classe Pietro Micca » (voir la liste des auteurs).